# Sitio de París (885-886)
El asedio de París fue un sitio llevado a cabo por los vikingos entre 885 y 886. Tuvo gran importancia política y fue narrado por Abbo, natural de Neustria y monje benedictino de Saint-Germain-des-Prés, abadía situada en las afueras de París. El monje había sido testigo directo de la acción, que relataría una década después.

## Antecedentes
El río Sena era una de las rutas que más beneficiaba a los vikingos para el saqueo, de hecho ya habían asaltado París en otras ocasiones. En el año 845, fue atacada por primera vez por los hombres del norte comandados por Ragnar Lodbrok (obteniendo un tributo de 7000 libras en plata por abandonar la ciudad) y posteriormente en los años 857, 861 y 865.    
En el año 882 la muerte de Luis III de Francia y la desunión del reino fue aprovechada por los vikingos para saquear Ruan y organizar la toma de París.    
Hacía el año 885 los vikingos avanzaron por el Sena llegando a París el día 24 de noviembre con 700 naves y dirigidos por Siegfried de Walcheren y Rollón. La situación de París evitaba que los vikingos pudieran seguir avanzando por el cauce fluvial sin tomar la plaza. La ciudad contaba con fortificaciones modernizadas hace poco y presentes tanto en las islas (que eran el corazón de la ciudad) como en los puentes; pero que aún no estaban finalizadas. La defensa había recaído en anteriores ocasiones en manos de Hugo el Abad pero esta vez se encontraba gravemente enfermo (murió el año siguiente) y cedió el mando al obispo Gozlin de St-Denis, que lo compartió Eudes, conde de París, hijo de Roberto el Fuerte; no obstante Gozlin falleció en 886 durante el asedio, recayendo toda responsabilidad en Eudes.

## El asedio
El primer asalto vikingo fue contra la torre que defendía el puente que llevaba a la Isla de la Cité, y que de ser exitoso permitiría a los vikingos continuar su travesía. La torre no se encontraba finalizada pero resistió la acometida y tras una dura lucha, los parisinos la repararon e incluso añadieron un piso.
En los siguientes ataques los vikingos intentaron romper el muro mediante balistas y sobrepasarlo mediante asalto pero los defensores usaron materiales inflamables y catapultas para rechazarlos. Cuenta Abbo (el cronista de los hechos) que la torre era defendida por unos 200 hombres y que los vikingos eran unos 40000, es probable que fuesen unas cantidades exageradas, pero seguramente existía una gran desproporción entre las fuerzas.
Durante tres días los vikingos mantuvieron un asalto constante a las defensas, intentando incendiarlas y envolviendo en humo el campo de batalla, aprovechado por los defensores para realizar una salida que obligó a los vikingos a desistir temporalmente. Tras los fracasos, los vikingos deciden cambiar el campamento de orilla y construir nuevas y poderosas armas de asedio, como catapultas y torres.
En siguientes ataques, los vikingos trataron de acercarse con las torres y usando formaciones similares al testudo que usaron en el pasado las legiones romanas. Las salidas de los defensores permitieron tomar dos de las torres de asedio, pero el momento crítico llegó cuando se produjo una brecha en las defensas y el propio conde Eudes acudió y luchó cuerpo a cuerpo para cerrarla.
Cuando la peste empezó a asolar la ciudad (provocando la muerte del obispo Gozlin) y la fuerza de socorro enviada fue aniquilada por los vikingos, se decidió a actuar Carlos el Gordo que por entonces era el emperador carolingio, firmando un acuerdo con los atacantes, mediante el cual les pagaría un danegeld (tributo) y les permitiría pasar hacia Borgoña (que se negaba a reconocer la autoridad de Carlos).
El conde Eudes y los parisinos, pese a la firma del tratado, se negaron a dejar a los vikingos seguir por el Sena, lo que los obligó a llevarse sus barcos por tierra hasta río arriba.
Aunque el cronista Abbo afirma que la fuerza vikinga era enorme, una de las evidencias en contra es que los vikingos no fueron capaces de rodear completamente la ciudad durante el sitio. A pesar de que no existe un acuerdo entre los historiadores se estima que la fuerza con la que iniciaron el asedio fue unos 30.000 hombres.

## Consecuencias
Las consecuencias políticas fueron importantes, Eudes ganó una gran reputación que probablemente le llevó a ser elegido rey de los francos del oeste, mientras que a Carlos el Gordo se le consideró cobarde e incapaz, estos hechos unidos a no poder engendrar heredero y sus continuas enfermedades le llevaron a ser depuesto en 887.
Militarmente hablando, este asedio fue una de las muestras en la Alta Edad Media de la importancia de las fortificaciones, que seguirían siendo de gran valor hasta la aparición de la artillería siglos más tarde que obligó a revisar la planificación y construcción de defensas.